# Джон Вільям Генрі
Джон Вільям Генрі II (англ. John William Henry II; нар. 13 вересня 1949) — американський бізнесмен, фінансист, засновник компанії John W. Henry & Company (JWH). Є власником бейсбольного клубу «Бостон Ред Сокс» і футбольного клубу «Ліверпуль», співвласником гоночної команди NASCAR Roush Fenway Racing.
У березні 2006 року журнал Boston Magazine оцінив стан Джона Генрі в 1,1 млрд доларів. Станом на лютий 2021 року Форбс оцінив його власний капітал у 2,8 мільярда доларів.

## Кар'єра

### Фінансова діяльність
У 1976 році Джон Генрі розробив інвестиційну стратегію під назвою trend following (слідування за трендом) — покрокове управління капіталом і прибутком незалежно від ринкової вартості товару. Компанія John W. Henry & Company була заснована в 1981 році і стала набирати клієнтів в 1982 році. Компанія займається підбором торгових стратегій на основі трендів того чи іншого напрямку ринку, виключаючи при цьому емоційну зацікавленість або інші суб'єктивні фактори.

### Бейсбол
У дитинстві Джон Генрі був шанувальником бейсбольної команди «Сент-Луїс Кардиналс», особливо її тодішньої зірки Стена Музіала. Після вдалого бізнес-старту, в 1989 році Генрі придбав клуб нижчої ліги під назвою «Тусон Торос». Він так само є одним із засновників Головної професійної асоціації бейсболу, ставши співвласником переможців цієї ліги в 1989—1990 роках — команди «Вест Палм Біч», де на посаді менеджера працював колишній менеджер «Бостон Ред Сокс» 1960-х років Дік Вільямс. У 1990 році Генрі продав свою частку в «Вест Палм Біч» і почав вести переговори про покупку однієї з команд, таких як баскетбольна «Орландо Меджик», проявляючи інтерес і до клубів НХЛ. Переключившись на Головну лігу бейсболу в 1991 році, Генрі розглядав можливість покупки «Нью-Йорк Янкіз», а в 1999 році за 158 млн придбав команду «Флорида Марлінс», проте в січні 2002 року продав її і одночасно з цим спільно з Томом Вернером і New York Times Company придбав у компанії Yawkey Trust і Джоша Гаррінгтона клуб Головної ліги «Бостон Ред Сокс». Взявши в партнери Ларрі Луччіні, Генрі, маючи на меті зняти «Прокляття Бамбіно», привів команду до першого за багато років чемпіонського трофею 2004 році, коли «Ред Сокс» виграли світову серію, обігравши давніх фаворитів Генрі «Сент-Луїс Кардиналс». Генрі також відстояв стадіон Фенвей-Парк як домашню арену команди після того, як попередній власник «Ред Сокс» планував побудувати новий стадіон по сусідству.

### Fenway Sports Group
У 2002 році Генрі і Вернер заснували компанію New England Sports Ventures, що змінила в 2011 році назву на Fenway Sports Group. У жовтні 2010 року компанія придбала британський футбольний клуб «Ліверпуль». Крім «Ліверпуля», Fenway Sports Group володіє «Бостон Ред Сокс», 80 % акцій мовної мережі New England Sports Network, ареною «Фенвей-Парк» і компанією Fenway Sports Group, що займається спортивним менеджментом. У 2007 році Генрі придбав 50 % акцій гоночної команди NASCAR Roush Fenway Racing.

## У популярній культурі
Невелику роль Джона Генрі у фільмі 2011 року «Людина, яка змінила все» виконав актор Арлісс Говард.